# Paul Rudolph (Physiker)

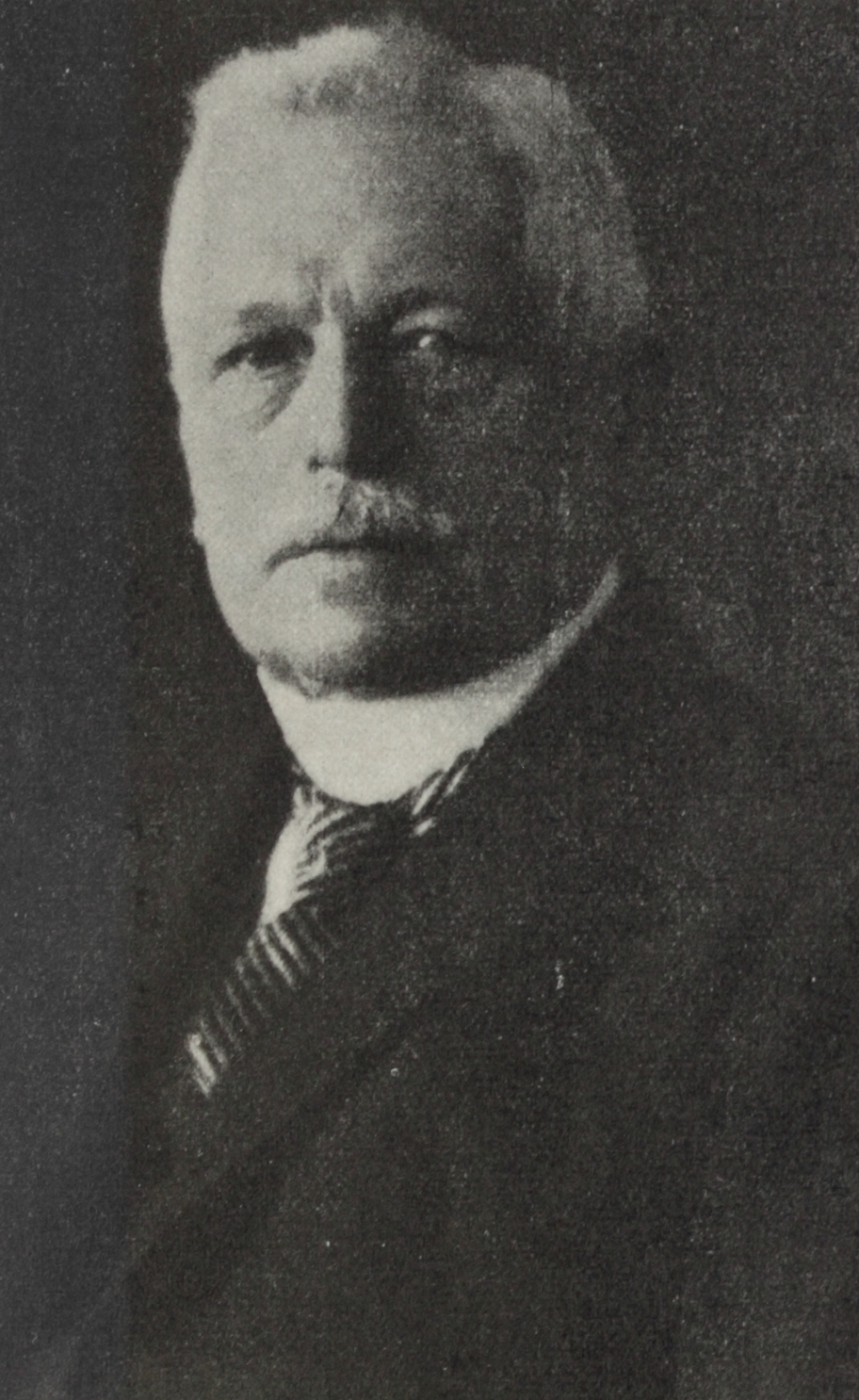
Paul Rudolph, um 1928

Paul Rudolph (* 14. November 1858 in Kahla; † 8. März 1935 in Nürnberg) war ein deutscher Optiker.

## Leben

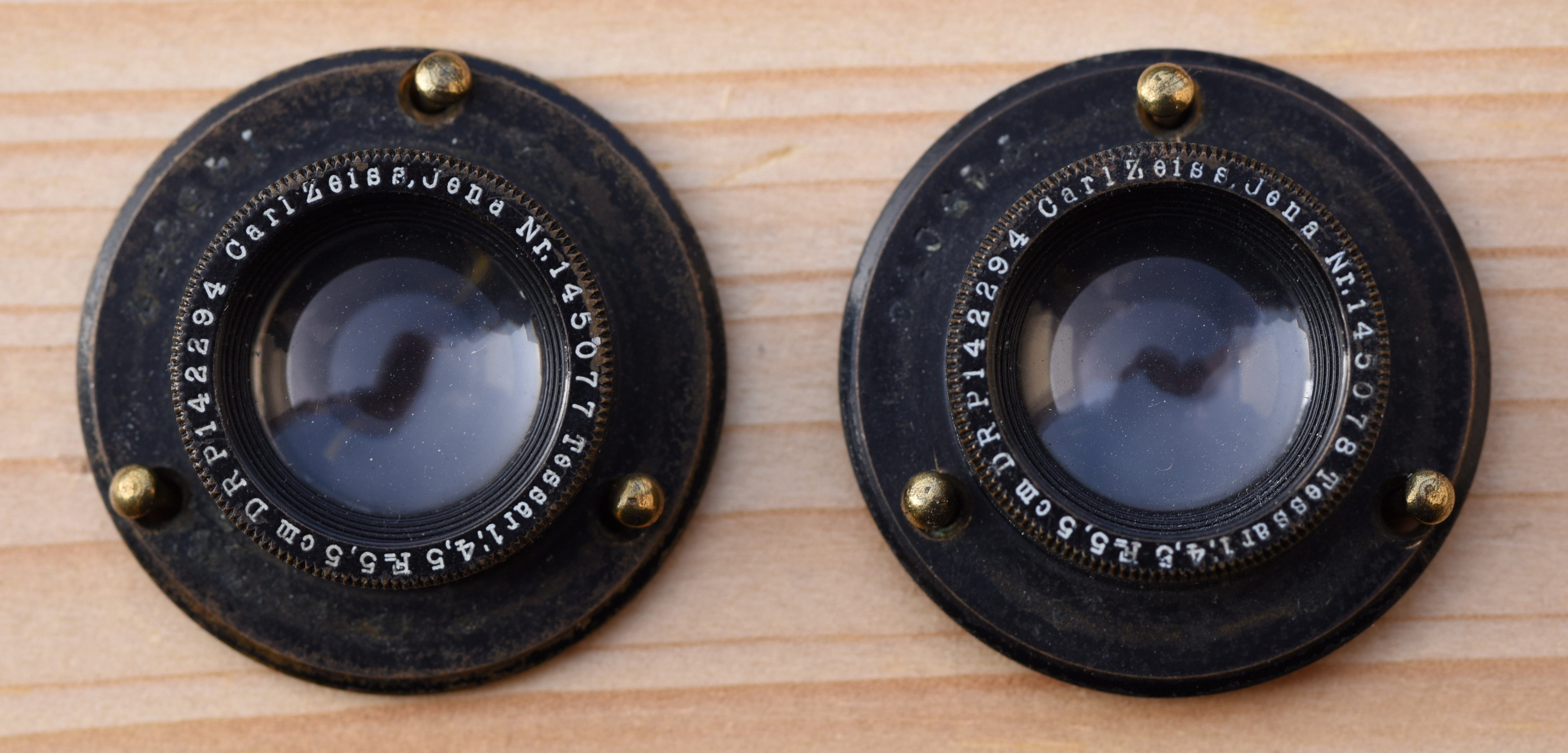
2 historische Objektive Carl Zeiss, Jena, Nr. 145077 und Nr. 145078, Tessar 1:4,5 F=5,5cm DRP 142294 (Baujahr vor 1910)

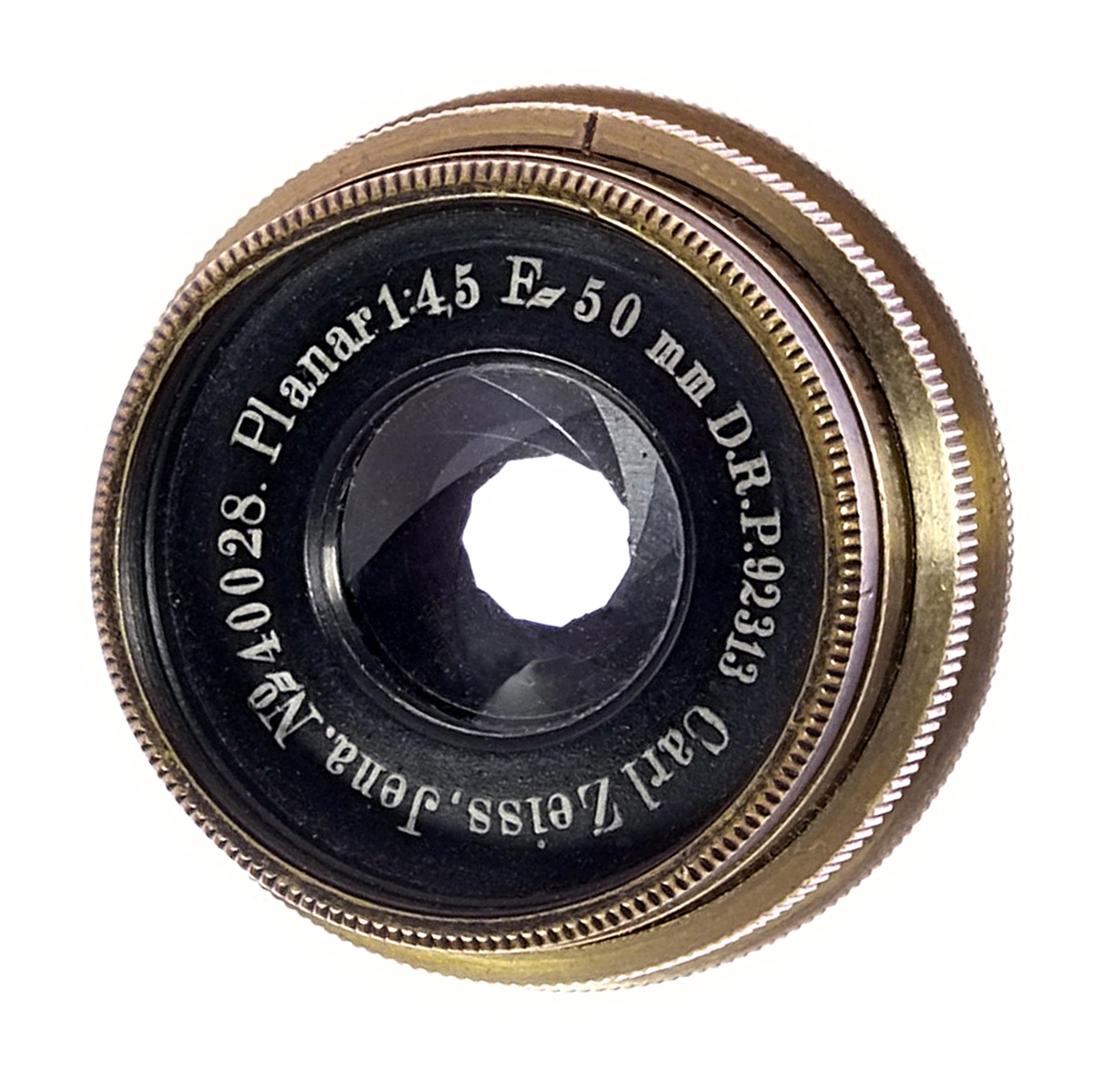
Ein Planar 1:4,5 f = 50 mm von 1900 aus dem Rechenbüro Rudolphs.

Linsenschema des Plasmat

Der promovierte Rudolph gehört zu den bedeutendsten wissenschaftlichen Mitarbeitern von Carl Zeiß und Ernst Abbe. Er war ab Januar 1886 als Optik-Konstrukteur bei Carl Zeiss in Jena tätig und leitete zwei Jahrzehnte lang die von ihm gegründete photographische Abteilung des Werkes. Dort entwickelte er ab 1888/89 sein bahnbrechendes Verfahren zur anastigmatischen Bildfeldebnung auf Basis gegensätzlich brechender Nachbarglasflächen, das die Grundlage für die Berechnung des ersten anastigmatisch korrigierten photographischen Objektives bildete, das später unter dem Markennamen Protar (1890) vertrieben wurde. Es folgten das Planar (1896), das Unar (1899) und das als „Adlerauge der Kamera“ beworbene Tessar (1902).
Überschattet durch ein bereits in den späten 1890er Jahren aufgekommenes Zerwürfnis mit seinem Arbeitgeber zog sich Rudolph nach einem Schiedsverfahren zum 1. Oktober 1910 vorzeitig ins Privatleben auf sein Gut im Vogtland zurück. Aufgrund einer Klausel in seinem im Jahre 1889 mit der Firma Carl Zeiss Jena geschlossenen Anstellungsvertrag war es ihm verwehrt, binnen einer Frist von 10 Jahren in einer konkurrierenden optischen Anstalt tätig zu werden, weshalb er erst 1920 im Alter von fast 62 Jahren ein Angebot des Zeiss-Konkurrenten Hugo Meyer aus dem niederschlesischen Görlitz annehmen konnte.
Er brachte bei Meyer-Optik seine Vorarbeiten zum Plasmat-Objektiv ein, das er bereits während seiner Zivildienstverpflichtung bei Zeiss Jena während des Ersten Weltkrieges entwickelt hatte. Rudolph hatte bei seinem Doppel-Plasmat nicht nur die aufsehenerregende Lichtstärke von 1:4 erreicht, sondern ihn obendrein auch auf eine hohe sphärochromatische Korrektur ausgelegt, das heißt den Kugelgestaltsfehler für verschiedene Farben auf gleichgroße Beträge gebracht. Angeregt durch die Erfordernisse der wachsenden Filmindustrie, entwickelte er 1922 den sogenannten Kino-Plasmat mit einer Lichtstärke von 1:2. 1926 folgte eine Variante des Kino-Plasmat mit der Öffnung 1:1,5. Es war bis zum Erscheinen des Biotars das lichtstärkste photographische Objektiv weltweit. Führende Filmkameras der damaligen Zeit wie z. B. der Marke Bolex wurden in der Zwischenkriegszeit mit Meyer-Objektiven ausgestattet.
Ein Plasmat 1:2,7/70 war das Standardobjektiv einer 1933 erstmals produzierten Kleinbild-Kamera (3x4). Der Produzent firmierte ab 1935 als Kleinbild-Plasmat-Gesellschaft und ab 1935 als Rudolph & Co. Kamerabau, Berlin.
Seit 1960 ist Rudolph Namensgeber für den Rudolph-Gletscher in der Antarktis.